# 島田村 (愛知県)
島田村（しまだむら）は、愛知県中島郡にかつてあった村。現在の稲沢市の南東部に該当する。
村名は、旧・玉田村と旧・北島村の一文字ずつとった合成地名である。

## 歴史
- 1901年（明治34年）5月15日 - 玉田村と北島村が合併し、島田村が発足。
- 1906年（明治39年）5月10日 - 市田村、四家村、奥田村、日下部村と合併し大里村が発足。同日島田村廃止。